# Universidad nacional de la Ciudad de Ho Chi Minh
La Universidad Nacional de la Ciudad de Ho Chi Minh es una universidad en Ciudad Ho Chi Minh, Vietnam. Es una de las dos más grande universidades en Vietnam. La universidad tiene 35.000 estudiantes y fue establecida en 1995 combinando varias universidades en Ciudad de Ho Chi Minh.
- Datos: Q943759
- Multimedia: Vietnam National University, Ho Chi Minh City / Q943759